# Prix Québec-Paris
Le prix Québec-Paris est un ancien prix littéraire canadien qui était attribué à un écrivain d'expression française, québécois ou canadien français, pour un ouvrage paru au Canada ou en France. Il était géré conjointement par l'Association France-Canada et la délégation générale du Québec à Paris. 

## Historique
Le prix est créé en 1958 sous le nom de prix France-Canada. Il est rebaptisé en 1982. Il n'est plus attribué depuis 1997.

## Lauréats
- 1958 : Anne Hébert, Les Chambres de bois
- 1961 : Yves Thériault, Agaguk et Ashini
- 1962 :
  - Jean Le Moyne, Convergences
  - Jacques Godbout, L'Aquarium
- 1963 :
  - Alain Grandbois, Poèmes
  - Gilles Marcotte, Une littérature qui se fait
- 1964 : Jean-Paul Pinsonneault, Les Terres sèches
- 1965 : Georges-André Vachon, Le Temps et l'espace dans l'œuvre de Claudel
- 1966 : Roland Giguère, L'Âge de la parole
- 1967 : Jean Éthier-Blais, Signets I et II
- 1968 : Jacques Brault, Mémoire et Alain Grandbois
- 1969 : Jean-Guy Pilon, Comme eau retenue
- 1970 : Gaston Miron, L'Homme rapaillé
- 1971 : Naïm Kattan, Le Réel et le Théâtral
- 1974 : Jacques Folch-Ribas, Une aurore boréale
- 1975 : Antonine Maillet, Mariaagélas
- 1976 : Réjean Ducharme, Les Enfantômes
- 1977 : Louis Caron, L'Emmitouflé
- 1978 : André G. Bourassa, Surréalisme dans la littérature québécoise
- 1979 : Victor-Lévy Beaulieu, Monsieur Melville
- 1980 : Claude Jasmin, La Sablière
- 1981 : Laurent Mailhot et Pierre Nepveu, Anthologie de la poésie québécoise
- 1982 : Roger Fournier, Le Cercle des arènes
- 1983 : Suzanne Jacob, Laura Laur
- 1984 : Michel Tremblay, La Duchesse et le Roturier et Des nouvelles d'Édouard
- 1985 : Robert Lalonde, Une belle journée d'avance
- 1986 : Jacques Boulerice, Apparence
- 1987 : Gérald Godin, Ils ne demandaient qu'à brûler
- 1988 : Pierre Morency, Quand nous serons
- 1989 : Jacques Poulin, Le Vieux Chagrin
- 1990 : Yves Préfontaine, Parole tenue, poèmes 1954-1985
- 1991 : Paul Zumthor, La Traversée
- 1992 : Pauline Harvey, Un homme est une valse
- 1993 : Monique Proulx, Homme invisible à la fenêtre
- 1994 : Sergio Kokis, Le Pavillon des miroirs
- 1995 : Ying Chen, L'Ingratitude
- 1996 : Francine D'Amour, Presque rien
- 1997 : Jean-Jacques Nattiez, Opéra